# Loki – wizja dźwięku
Loki – wizja dźwięku – debiutancki album studyjny polskiego wokalisty Piotra Roguckiego. Wydawnictwo ukazało się 21 marca 2011 roku nakładem wytwórni muzycznej Mystic Production. W ramach promocji do utworu "Szatany" został zrealizowany teledysk, który wyreżyserował Mateusz Winkiel. Płyta dotarła do 2. miejsca listy OLiS w Polsce.

## Lista utworów
1. "Wizja dźwięku" (sł. Rogucki, muz. Rogucki) – 3:24
2. "Nie Bielsko" (sł. Rogucki, muz. Rogucki) – 4:27
3. "Argonauci" (sł. Rogucki, muz. Rogucki) – 3:50
4. "Sopot" (sł. Rogucki, muz. Rogucki) – 4:22
5. "Plaster miodu 1" (muz. Rogucki) – 2:29
6. "Szatany" (sł. Rogucki, muz. Rogucki) – 4:23
7. "Witaminki" (sł. Rogucki, muz. Rogucki) – 4:04
8. "Wielkie K" (sł. Rogucki, muz. Rogucki) – 4:02
9. "Mała" (sł. Rogucki, muz. Rogucki) – 3:07
10. "Plaster miodu 2" (muz. Rogucki) – 2:25
11. "Piegi w locie" (sł. Rogucki, muz. Rogucki) – 5:01
12. "Szwajcarski nóż" (sł. Rogucki, muz. Rogucki) – 4:35
13. "Plaster miodu 3" (sł. Wojaczek, muz. Rogucki) – 1:44
14. "Ruda wstążka" (sł. Rogucki, muz. Rogucki) – 4:30
15. "I'm Not Afraid of Your Soul" (sł. Rogucki, muz. Rogucki) – 3:16

## Twórcy
- Piotr Rogucki – wokal prowadzący, wokal wspierający
- Marian Wróblewski – produkcja muzyczna, aranżacja, gitara, gitara basowa, instrumenty klawiszowe, wokal wspierający, harmonijka ustna, harmonium, tamburyn, puzon, banjo
- Maciej Cieślak – perkusja
- Tomasz "Zed" Zalewski – wokal, wokal wspierający, miksowanie, mastering
- Kuba Galiński – instrumenty klawiszowe, harmonium, aranżacja
- Wojtek Traczyk – gitara basowa, aranżacja
- Marcin Ułanowski – perkusja, tamburyn, aranżacja
- Paweł Tomaszewski – recytacja, dialogi